# 中井正一
中井 正一（なかい まさかず、1900年（明治33年）2月14日 - 1952年（昭和27年）5月18日）は、日本の美学者・評論家・社会運動家。国立国会図書館副館長をつとめた。相愛女子専門学校（現：相愛女子短期大学・相愛大学）講師。

## 経歴

### 幼少期
1900年2月14日 大阪市の緒方病院で帝王切開にて誕生。日本最初期の帝王切開で、執刀医の緒方正清は緒方洪庵の孫娘の婿。正清から一字もらって正一と命名された。本籍は広島県賀茂郡竹原町（現：竹原市）で、尾道市に育った。
広島高師附属中学に入学し、1918年に卒業。第三高等学校文科甲類に進み、1922年に卒業した。

### 京都帝国大学入学〜大学院時代
1922年、京都帝国大学文学部哲学科に入学。大学では、深田康算、九鬼周造らに師事した。1925年、京都帝国大学を卒業。「藝術上ノ形式ノ問題」の研究のため、同大学院に入学。大学院進学後、恩師深田康算の依頼によって京都哲学会の学会誌『哲学研究』の編集にかかわり、この頃よりカントからマルクスの研究へと関心の対象を移していった。
1933年、滝川事件がおこった。滝川事件に対する処分に反対する京大文学部院生グループの中心人物として活動。以後、社会情勢のファシズム化に抗して左翼文化活動への関与を深めた。

### 研究者となり、太平洋戦争終結まで
1935年、京都帝国大学文学部講師となった。1935年、新村猛、久野収、和田洋一らと共に月刊誌『世界文化』を創刊。1936年、『世界文化』1月-3月に「委員会の論理」を発表した。1937年、左翼活動により治安維持法違反の疑いで検挙された。1940年、裁判で懲役2年、執行猶予2年の判決が下された。以後、終戦まで当局の監視下に置かれた。
1945年、尾道に疎開。尾道市立図書館館長に就き、民衆文化を興し、地方からの再生を掲げて社会教育活動を推進した。

### 戦後
広島時代
1946年、広島県地方労働委員長となった。同年7月28日、尾道市で青年講座を開き700人の参加者を集める。。1947年、広島県知事選挙に立候補する。しかし落選した。
国立国会図書館勤務時代
1948年、参議院図書館運営委員長であった羽仁五郎の推薦で国立国会図書館副館長に就任。羽仁の腹案では中井を館長として招聘する予定であったが、中井の左翼活動の経歴が問題視され、保守層からの強い反対が起こった。そのため、参議院議長松平恒雄らは金森徳次郎を館長に据え中井を副館長とする妥協案を示した。また、京都大学図書館元館長の新村出の推薦状を中井は提出し、さらにGHQ最高幹部らに羽仁は金森と中井を紹介することでようやく松平案は実を結んだという。1949年からは日本図書館協会理事長。就任後もこの問題が後をひき、幾多の妨害に悩まされた。また設立早々の国会図書館には課題が山積し、それにあたる激務から体調を崩し病状を悪化させた。
1951年、『美学入門』を刊行。1952年、胃癌（肝臓癌説あり）のため、5月18日午前4時50分に逝去。

## 受賞・栄典
- 1952年：死後、叙・従四位を贈られた。

## 研究内容・業績

### 研究者として
- 京都学派の流れを汲みつつ、「中井美学」と呼ばれる独自の美学理論を展開した。その理論は極めて広範多様な対象への実践的な視点で知られる。1936年に発表した代表的論文「委員会の論理」をはじめとして、その著作は戦前戦後を通じて、いわゆる進歩的文化人を中心に広く影響を与えた。

### 雑誌『美・批評』、『世界文化』
- 1930年に『美・批評』を創刊。参加メンバーは、中井が編集の中心となった深田康算の没後に編集された『深田康算全集』（岩波書店）（名目上の責任者は植田寿蔵）であった。同誌は美術史研究を中心としながら、現象学、記号論、新カント派やフランクフルト学派などの思潮、新即物主義などの芸術実践を含めた幅広い視野を持っていた。中井自身も貴志康一らと実験的な色彩映画の製作を行うなど、著述にとどまらない活動を展開した。
- しかし滝川事件後、『美・批評』は一時停滞していた。1935年、久野収、新村猛、和田洋一、真下信一、武谷三男らを迎えて『世界文化』と改題・再創刊し、国際的な反ファシズム文化運動の紹介などを端緒に左翼文化誌としての性格を先鋭化させていった。
- 1937年、能勢克男、斎藤雷太郎ら（隔）週刊新聞『土曜日』を創刊。同誌は左翼運動の大衆啓蒙を目的としており、記述平明なタブロイド紙として多くの読者を獲得した。同年11月、治安維持法違反の容疑で新村、真下らと共に検挙。以後、終戦まで活動の場を実質的に失う。

## 家族・親族
- 長男：中井浩は情報科学者、図書館学者。
- 長女︰由紀子
- 次女：杜紀子
- 三女︰香代子

## 著書

### 単著
- 『近代美の研究』三一書房、1947年6月。
- 『美学入門』河出書房〈市民文庫 53〉、1951年7月。
  - 『美学入門』河出書房〈河出文庫〉、1956年2月。
  - 『美学入門』朝日新聞社〈朝日選書 32〉、1975年2月。ISBN 9784022591326。
  - 『美学入門』中央公論新社〈中公文庫〉、2010年6月。ISBN 9784122053328。
- 日本放送協会 編『日本の美』宝文館〈NHK教養大学 6〉、1952年8月。
  - 『日本の美』中央公論新社〈中公文庫〉、2019年11月。ISBN 9784122067998。
- 鈴木正 編『美学的空間 機能と実存と組織の美学』弘文堂〈現代芸術論叢書〉、1959年11月。
  - 鈴木正編集・解説 編『美学的空間』新泉社〈叢書名著の復興 14〉、1973年4月。
  - 鈴木正編集・解説 編『美学的空間』（増補版）新泉社〈叢書名著の復興 14〉、1977年11月。
  - 鈴木正編集・解説 編『美学的空間』（新装版）新泉社〈叢書名著の復興 14〉、1982年4月。ISBN 9784787782021。
- 久野収 編『美と集団の論理』中央公論社、1962年12月。
- 辻部政太郎 編『生きている空間　主体的映画芸術論』てんびん社、1971年12月。
- 中井浩 編『論理とその実践 組織論から図書館像へ』てんびん社、1972年11月。
- 富岡益五郎 編『アフォリズム』てんびん社、1973年11月。
- 長田弘 編『中井正一評論集』岩波書店〈岩波文庫〉、1995年6月。ISBN 9784003319819。
- 鈴木正編集・解説 編『中井正一エッセンス』こぶし書房〈こぶし文庫 36〉、2003年7月。ISBN 9784875591788。

### 共編著
- 三一書房編輯部 編『回想の三木清』三一書房、1948年1月。
- 三一書房編輯部 編『回想の戸坂潤』三一書房、1948年10月。
- 西荻書店 編『学校図書館運営の実際と読書指導』西荻書店、1950年11月。
- 中井正一、岡田温 編『図書館年鑑』図書館資料社、1951年10月。
  - 中井正一・岡田温 編『図書館年鑑』日本図書センター〈文化社会学基本文献集 第15巻〉、2012年5月。ISBN 9784284401630。
- 桑原武夫 編『芸術論集』河出書房新社〈大学セミナー双書〉、1961年6月。
- 矢内原伊作 編『芸術の思想』筑摩書房〈現代日本思想大系 第14巻〉、1964年8月。
- 日高六郎 編『戦後思想の出発』筑摩書房〈戦後日本思想大系 第1巻〉、1968年7月。
- 羽仁進 編『美の思想』筑摩書房〈戦後日本思想大系 第12巻〉、1969年5月。
- 小川徹編集委員会代表 編『戦後映画の出発』冬樹社〈現代日本映画論大系 第1巻〉、1971年6月。

### 全集

#### 美術出版社
- 久野収 編『転換期の美学的課題』美術出版社〈中井正一全集 第2巻〉、1965年1月。
- 久野収 編『現代芸術の空間』美術出版社〈中井正一全集 第3巻〉、1964年8月。

#### 美術出版社（新装版）
- 久野収 編『哲学と美学の接点』（新装版）美術出版社〈中井正一全集 第1巻〉、1981年4月。
- 久野収 編『転換期の美学的課題』（新装版）美術出版社〈中井正一全集 第2巻〉、1981年4月。
- 久野収 編『現代芸術の空間』（新装版）美術出版社〈中井正一全集 第3巻〉、1981年5月。
- 久野収 編『文化と集団の論理』（新装版）美術出版社〈中井正一全集 第4巻〉、1981年5月。

## 研究書（中井に関する）
- 鈴木正『日本の合理論 狩野亨吉と中井正一』現代思潮社〈現代新書〉、1961年12月。
- 佐藤晋一『中井正一 「図書館」の論理学』近代文芸社、1992年11月。ISBN 9784773316964。
  - 佐藤晋一『中井正一 「図書館」の論理学』（増補版）近代文芸社、1996年1月。ISBN 9784773316964。
- 木下長宏『中井正一 新しい「美学」の試み』リブロポート〈シリーズ民間日本学者〉、1995年9月。ISBN 9784845710218。
  - 木下長宏『中井正一 新しい「美学」の試み』（増補版）平凡社〈平凡社ライブラリー〉、2002年7月。ISBN 9784582764383。
- 高島直之『中井正一とその時代』青弓社、2000年3月。ISBN 9784787271204。
- 後藤嘉宏『中井正一のメディア論』学文社、2005年1月。ISBN 9784762013669。
- 馬場俊明『中井正一伝説 二十一の肖像による誘惑』ポット出版、2009年6月。ISBN 9784780801279。

## 関連書（中井に関する）
- 山代巴『千代の青春』径書房、1996年6月。

広島での文化運動時代の中井の教え子である山代巴が、中井の母親を主人公にして書いた小説。

## 文献目録
- 鈴木正「関係文献目録」（『増補美学的空間』（新泉社、1982年）所収）
- 新村徹・平川千宏「中井正一著作目録」『参考書誌研究』32号（1986年）NDLJP:3051245

（なお新村徹は新村出の孫、上記、新村猛の子息にして中井の娘婿・元桜美林大学助教授）
- 平川千宏「中井正一の戦後の活動に関する文献」『参考書誌研究』35号（1989年）NDLJP:3051273
- 平川千宏・藤井祐介「中井正一著作目録 追補」『参考書誌研究』67号（2007年）NDLJP:3051577